# 学校法人安城学園
学校法人安城学園（がっこうほうじん あんじょうがくえん）は愛知県安城市に本部を置く学校法人。

## 概要
現在、大学・短期大学各1校、高等学校2校、幼稚園3校を運営している。法人本部は安城市小堤町（安城学園高等学校と同じ敷地内）に置かれている。

## 沿革
学校法人安城学園ホームページ掲載の「学園のあゆみ」、『学校法人安城学園事業報告書』（各年度分）、『安城学園100年誌』、愛知学泉大学ホームページの「沿革」、愛知学泉短期大学ホームページの「沿革」、安城学園高等学校ホームページの「建学の精神・沿革」、岡崎城西高等学校ホームページの「学校概要・沿革」の各ページ、愛知学泉大学『自己評価報告書（本編）』（以上、順不同）を参照
- 1906年（明治39年） - 寺部三蔵・寺部だい夫妻が安城裁縫塾を開設
- 1912年（明治45年） - 安城裁縫女学校を開校（本科、専修科）
- 1917年（大正6年） - 安城女子職業学校と改称（本科、専修科、師範科）
- 1920年（大正9年） - 安城女子職業学校に専攻科を設置
- 1922年（大正11年） - 安城女子職業学校の師範科を裁縫師範科と改称
- 1923年（大正12年） - 安城女子職業学校に家事師範科を開設。准教員養成所を設置
- 1924年（大正13年） - 安城女子職業学校の運営が寺部夫妻の個人立より財団法人安城女子職業学校による運営となる（本科、専修科、裁縫師範科、准教員養成部、専攻科、高等師範科一部、高等師範科二部、裁縫科中等教員養成部）
- 1926年（大正15年） - 附属幼稚園を開園
- 1927年（昭和2年） - 安城女子職業学校に専門部（「家政科」）発足
- 1930年（昭和5年） - 財団法人安城女子専門学校設立。安城女子専門学校を開校（開設した学科等組織の詳細は不明）
- 1932年（昭和7年） - 安城女子専門学校の高等師範科を廃止。安城女子専門学校の本科を家政部と改称。安城女子専門学校に本科師範部を設置
- 1934年（昭和9年） - 安城女子専門学校の別科（設置年不明）を再開
- 1936年（昭和11年） - 安城女子専門学校に家政科を設置。安城女子専門学校の実習部に洋裁科を設置。附属幼稚園を廃止
- 1937年（昭和12年） - 東海女子洋裁学院を設置
- 1943年（昭和18年） - 本科師範部を廃止。本科農業部、本科商業部、特設補習科を設置
- 1945年（昭和20年） - 専攻科を設置。専攻科を募集停止
- 1947年（昭和22年） - 安城学園女子中学校を開校
- 1948年（昭和23年） - 安城女子職業学校を廃止。安城学園女子高等学校を開校（普通科、家政科（のち生活科）、別科家庭科和洋裁科（二年制）、別科家庭科洋裁科（一年制））。財団法人安城女子専門学校を財団法人安城学園と改称
- 1949年（昭和24年） - 財団法人安城学園を学校法人安城学園と組織変更。安城学園附属保育園を開園
- 1950年（昭和25年） - 安城学園附属保育園を廃止。安城学園女子短期大学を開学（生活科、被服科）。安城学園女子短期大学附属幼稚園を開園。安城学園家政文化学院（各種学校）認可（本科一部、二部）
- 1951年（昭和26年） - 安城女子専門学校を廃止
- 1952年（昭和27年） - 安城学園女子中学校を募集中止
- 1954年（昭和29年） - 安城学園家政文化学院を廃止、安城学園女子短期大学の別科へ改組。安城学園女子短期大学の生活科が栄養士養成施設の指定を受ける
- 1957年（昭和32年） - 安城学園女子中学校を安城学園女子短期大学附属中学校として募集再開。安城学園女子高等学校に商業科を設置
- 1958年（昭和33年） - 安城学園女子高等学校を安城学園女子短期大学附属高等学校に改称
- 1962年（昭和37年） - 安城学園女子短期大学附属高等学校の別科家庭科を家庭科に、生活科（旧・家政科。改称年等不明）を普通科のコースに改編。安城学園女子短期大学附属高等学校岡崎城西分校（全日制普通科・男子校）を開校
- 1963年（昭和38年） - 安城学園女子短期大学に家政科を設置
- 1964年（昭和39年） - 安城学園女子短期大学附属高等学校岡崎城西分校が岡崎城西高等学校として独立
- 1966年（昭和41年） - 愛知女子大学開学（家政学部家政学科）。愛知女子大学短期大学部開学（幼児教育科）。愛知女子大学附属幼稚園を開園。安城学園女子短期大学の生活科に栄養コース、食物コースを設置。安城学園女子短期大学附属高等学校で4学期制を導入する
- 1967年（昭和42年） - 安城学園女子短期大学附属高等学校のカリキュラムを4カ年にわたり改訂。安城学園女子短期大学附属高等学校の4学期制を今年度で取りやめる
- 1968年（昭和43年） - 愛知女子大学を安城学園大学と改称。愛知女子大学短期大学部を安城学園大学短期大学部と改称。愛知女子大学附属幼稚園を安城学園大学附属幼稚園と改称。安城学園大学食品公害研究会が発足
- 1969年（昭和44年） - 安城学園女子中学校を廃止
- 1972年（昭和47年） - 安城学園大学生活文化研究所が発足
- 1975年（昭和50年） - 安城学園桜井幼稚園を開園。安城学園女子短期大学の被服科を服飾科に改組
- 1977年（昭和52年） - 安城学園大学家政学部家政学科に欧米文化コースを増設（すでに被服コース、食物コースがあった）
- 1979年（昭和54年） - 安城学園大学短期大学部幼児教育科を募集停止し、安城学園女子短期大学幼児教育科に改編。幼児教育科を安城市へ移転
- 1980年（昭和55年）8月7日 - 旧八尾町立大長谷小学校栃折分校（富山県婦負郡八尾町（現・富山市）に所在）が安城学園研修所としてオープン[1]。
- 1981年（昭和56年） - 安城学園女子短期大学附属高等学校をくくり募集を行い、2年次以降のコースとして職業コースと進学コースを設置
- 1982年（昭和57年） - 安城学園大学を愛知学泉大学と改称。安城学園女子短期大学を愛知学泉女子短期大学と改称。安城学園女子短期大学附属高等学校を安城学園高等学校と改称。安城学園大学附属幼稚園を愛知学泉大学附属幼稚園と改称。安城学園女子短期大学附属幼稚園を安城学園愛知学泉女子短期大学附属幼稚園と改称。安城学園愛知学泉女子短期大学に国際教養科（語学コース、秘書コース）を設置（本邦初の国際教養科）
- 1983年（昭和58年） - 安城学園中学校を廃止
- 1984年（昭和59年） - 安城学園短期大学部を廃止し、幼児教育科を愛知学泉女子短期大学（現・愛知学泉短期大学）に移設。安城学園高等学校の家庭科を募集停止
- 1987年（昭和62年） - 愛知学泉大学に経営学部経営学科を開設（履修モデルとして経営学モデル、国際経営モデル、経営情報モデルを設置）。家政学部を男女共学化。経営研究所が発足
- 1991年（平成3年） - 愛知学泉大学家政学部家政学科に食品科学コースを設置。家政学部家政学科の食物コースを栄養コースに改称
- 1993年（平成5年） - 愛知学泉大学経営学部に経営情報学科を設置（履修モデルとしてシステム開発モデル、情報管理モデルを設置）経営学科の履修モデルを経営学モデル。国際経営モデル、産業経営モデルとする
- 1994年（平成6年） - 愛知学泉大学家政学部家政学科の被服コースと欧米文化コースを生活文化コースに改める
- 1996年（平成8年） - 愛知学泉大学にコミュニティ政策研究所を設置
- 1998年（平成10年） - コミュニティ政策学部コミュニティ政策学科を開設。愛知学泉女子短期大学の国際教養科を豊田市から岡崎市へ移転
- 1999年（平成11年） - 安城学園高等学校、岡崎城西高等学校を男女共学化
- 2000年（平成12年） - 愛知学泉女子短期大学を愛知学泉短期大学に改称。安城学園愛知学泉女子短期大学附属幼稚園を安城学園愛知学泉短期大学附属幼稚園に改称。愛知学泉短期大学の服飾科でコース制教育を履修モデルを使った教育に変更
- 2001年（平成13年） - 安城学園桜井幼稚園を安城学園愛知学泉大学附属桜井幼稚園に改称。愛知学泉短期大学の幼児教育科以外を男女共学化
- 2002年（平成14年） - 愛知学泉大学の家政学部家政学科を家政学専攻、管理栄養士専攻の二専攻に改組。愛知学泉大学の生活文化研究所をライフスタイル研究所に改めた
- 2003年（平成15年） - 愛知学泉短期大学の生活科を食物栄養科に改組
- 2004年（平成16年） - 愛知学泉短期大学の食物栄養科を食物栄養学科に、幼児教育科を幼児教育学科に改称。愛知学泉短期大学に生活デザイン総合学科を設置。愛知学泉短期大学の服飾科、家政科、国際教養科を募集停止
- 2005年（平成17年） - 愛知学泉短期大学の国際教養科を廃止
- 2006年（平成18年） - 愛知学泉大学経営学部の経営情報学科を募集停止。愛知学泉短期大学の家政科、服飾科を廃止
- 2007年（平成19年） - 岡崎城西高等学校に二学期制を導入。岡崎城西高等学校に文理コースを設置。愛知学泉短期大学の幼児教育学科を安城市から岡崎市へ移転
- 2008年（平成20年） - 愛知学泉大学家政学部の家政学科にこどもの生活専攻を開設。安城学園高等学校にコース制を導入
- 2010年（平成22年） - 愛知学泉大学経営学部の経営情報学科を廃止。愛知学泉大学の経営学部にフィールドユニット制を導入。愛知学泉大学のコミュニティ政策学部に4コース制を導入
- 2011年（平成23年） - 愛知学泉大学に現代マネジメント学部現代マネジメント学科を設置。愛知学泉大学の経営学部経営学科、コミュニティ政策学部コミュニティ政策学科を募集停止
- 2012年（平成24年） - 今年度より愛知学泉大学の経営研究所とコミュニティ政策研究所を融合させ、地域社会デザイン総合研究所を開設。安城学園高等学校にPISA型教育を導入
- 2019年（平成31年） - 愛知学泉大学の 現代マネジメント学部現代マネジメント学科を募集停止

## 設置校

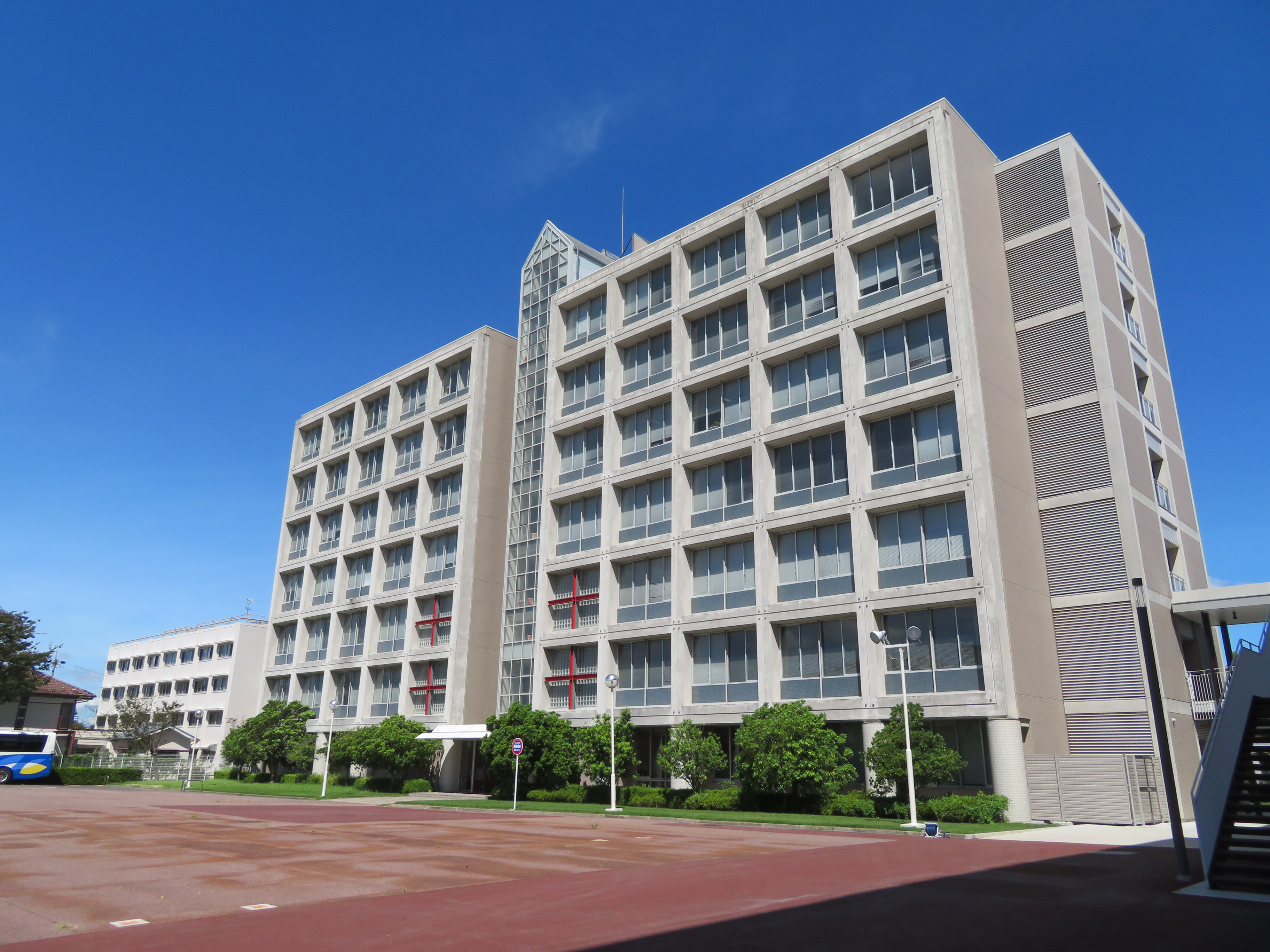
愛知学泉大学

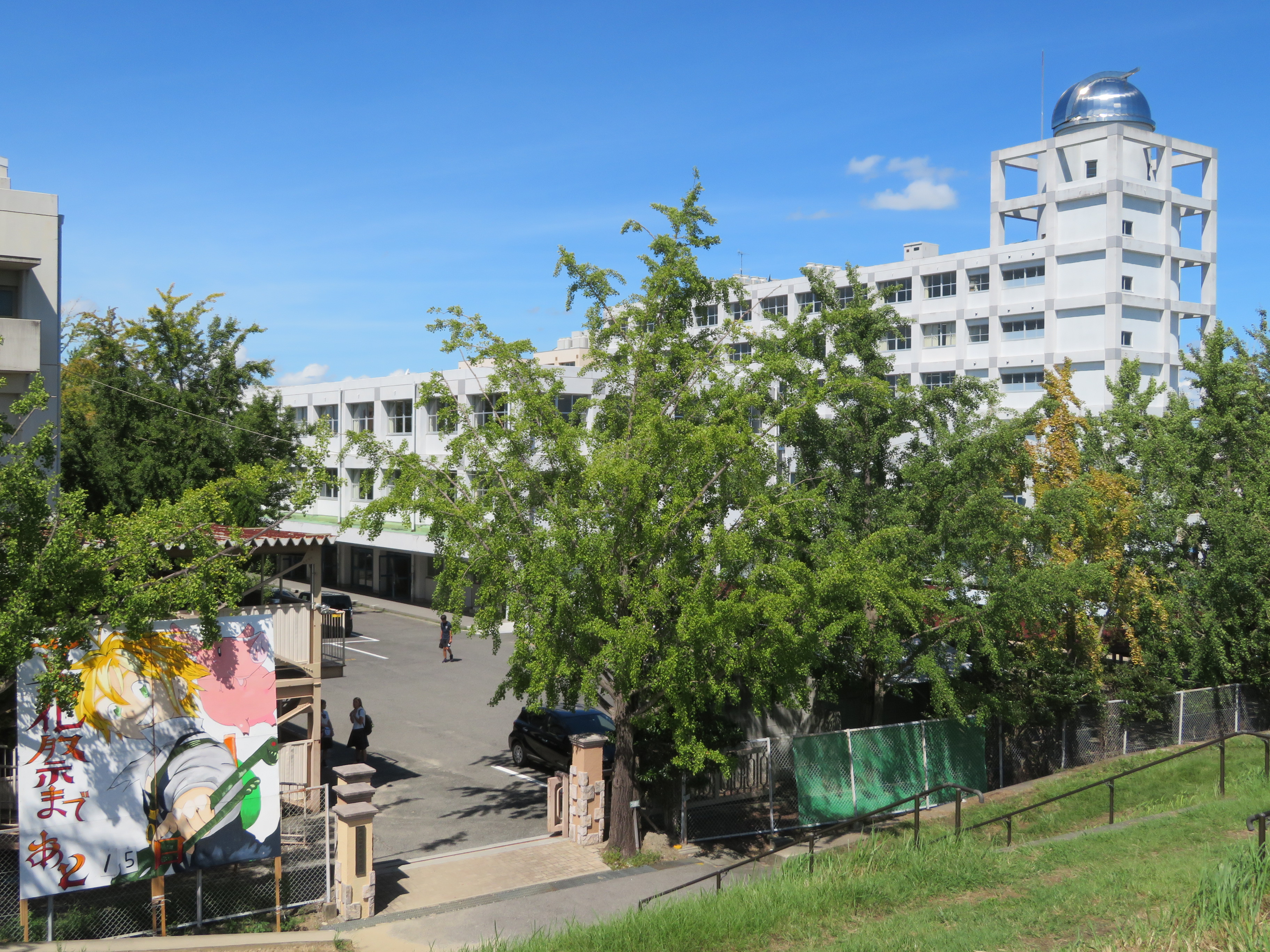
岡崎城西高等学校

- 愛知学泉大学（愛知県岡崎市：岡崎キャンパス（本部）、愛知県豊田市：豊田キャンパス）
- 愛知学泉短期大学（愛知県岡崎市：岡崎キャンパス（本部））
- 安城学園高等学校（愛知県安城市）
- 岡崎城西高等学校（愛知県岡崎市）
- 愛知学泉短期大学附属幼稚園（愛知県安城市。安城学園高等学校の隣）
- 愛知学泉大学附属幼稚園（愛知県安城市）
- 愛知学泉大学附属桜井幼稚園（愛知県安城市）

## 廃止校
- 安城学園大学短期大学部：現在の愛知学泉短期大学幼児教育科の母体となっている。